# ヱヴァンゲリヲン新劇場版
『ヱヴァンゲリヲン新劇場版』（エヴァンゲリオンしんげきじょうばん 英題: Evangelion: New Theatrical Edition / Rebuild of Evangelion）は、日本のアニメーション映画シリーズ。全4部作。『新世紀エヴァンゲリオン』を新たな設定とストーリーで再構成したリメイク作品である。株式会社カラー制作。庵野秀明脚本・総監督。
大災害「セカンドインパクト」が起きた世界を舞台に、第3新東京市に襲来する謎の生命体「使徒」と、巨大な人型兵器「エヴァンゲリオン」のパイロットとなった少年少女たちとの戦いを描く。
第1作（前編）『:序』が2007年に、第2作（中編）『:破』が2009年に、第3作（後編）『:Q』が2012年に、第4作（完結編）『シン・エヴァンゲリオン劇場版𝄇』が2021年に公開された。

## 概要
大災害「セカンドインパクト」後の世界を舞台に、汎用人型決戦兵器人造人間「エヴァンゲリオン」のパイロットとなった少年少女たちと、第3新東京市に襲来する謎の敵「使徒」との戦いを描いたテレビアニメ『新世紀エヴァンゲリオン』（1995年 - 1996年放送）をリメイクしたものである。2006年に発表された仮称にあった「REBUILD」という語句は後にタイトルから消えたが、2007年の前編『序』までは新劇場版について（リメイクではなく）「リビルド（再構築）」という表現が作品紹介などの広報で多用された。
総監督の庵野秀明をはじめ監督の摩砂雪、鶴巻和哉、キャラクターデザインの貞本義行、音楽の鷺巣詩郎など、中心的なスタッフはテレビシリーズと同じであり、声優も新キャラクター以外は同じである。全4部作から成る。当初は仮称の「前編、中編、後編、完結編」としていたが、2007年4月に序破急にちなむ「序、破、急、?」と発表され、さらに2009年6月に『急』が『Q』に、2012年11月に『ヱヴァンゲリヲン新劇場版:?』が『シン・エヴァンゲリオン劇場版𝄇』に改められた。
『序』『破』『Q』で使われる「ヱヴァンゲリヲン」という表記はタイトルでのみで、劇中に登場する機体は従来どおりの表記「エヴァンゲリオン」が使われる。
前編『序』はテレビシリーズの第壱話から第六話までのストーリーを踏襲していたが、中編『破』は既存のストーリーを元にしつつ新たな機体やキャラクターが登場し、後編『Q』以降では『序』・『破』から14年後の世界を舞台としたまったく新たな物語が展開され、最終章『𝄇』は「非、そして反。」をキャッチコピーとし最後のエヴァンゲリオンを描いた。

## 作品一覧
タイトル横の   は作品のイメージカラー。
〈第1作 / 前編〉ヱヴァンゲリヲン新劇場版:序  （赤色）
- 副題（英題）：EVANGELION:1.0 YOU ARE (NOT) ALONE.
- 公開日：2007年9月1日（土）
- 上映時間：98分
- 映像：カラー、35mm、アメリカンビスタサイズ
- 音声：ドルビーデジタルサラウンドEX

主人公の碇シンジが父ゲンドウに呼ばれて第3新東京市に来てから、ヤシマ作戦（第6の使徒との戦い）までを描く。
公開後2日間の観客動員数は23万6158人、興行収入は2億8000万円。最終興行収入は20億円。

〈第2作 / 中編〉 ヱヴァンゲリヲン新劇場版:破  （橙色）
- 副題（英題）：EVANGELION:2.0 YOU CAN (NOT) ADVANCE.
- 公開日：2009年6月27日（土）
- 上映時間：108分
- 映像：カラー、35mm、アメリカンビスタサイズ
- 音声：ドルビーデジタルサラウンドEX

旧北極基地でのマリと第3の使徒との戦いで始まり、アスカ登場から第10の使徒との戦いにおけるエヴァ初号機の覚醒（ニアサードインパクトの始まり）までを描く。
公開後2日間の観客動員数は35万4852人、興行収入は5億1218万円。最終興行収入は40億円。

〈第3作 / 後編〉ヱヴァンゲリヲン新劇場版:Q  （濃い水色）
- 副題（英題）：EVANGELION:3.0 YOU CAN (NOT) REDO.
- 公開日：2012年11月17日（土）
- 上映時間：95分
- 映像：カラー、DCP、カラースコープ（シネマスコープ）
- 音声：5.1ch

ニアサードインパクトから14年後の世界において繰り広げられる、ミサト率いる反ネルフ組織「ヴィレ」とネルフの戦いや、エヴァ第13号機によるフォースインパクトの発動を描く。特撮短編映画『巨神兵東京に現わる 劇場版』と同時上映。
公開後2日間の観客動員数は77万1764人、興行収入は11億3100万円。最終興行収入は52.6億円。

〈第4作 / 完結編〉シン・エヴァンゲリオン劇場版𝄇   （白色）
- 副題（英題）：EVANGELION:3.0+1.0 THRICE UPON A TIME
- 公開日：2021年3月8日（月）
- 上映時間：155分
- 映像：カラー、DCP、カラースコープ（シネマスコープ）
- 音声：5.1ch

本編開始前に庵野の編集によるダイジェスト映像「これまでのヱヴァンゲリヲン新劇場版」（3分41秒）が上映される。本編は151分00秒。
新型コロナ・緊急事態宣言による延長を2回経て、異例の月曜日公開となった。公開から59日間の興行収入は82億8000万円以上、観客動員数は542万3475人となり、前作の『Q』や『シン・ゴジラ』の興行収入を超え、庵野秀明総監督作品として最高記録を更新した。その後、公開から127日間で興行収入は100億円の大台を突破し、観客動員数も655万人を超えた。多くの劇場で終映を迎えた同年7月21日時点（公開136日間）の興行収入は102.2億円。

## シリーズ経緯・略歴
アニメ雑誌『ニュータイプ』の2006年10月号で、『エヴァンゲリオン新劇場版 REBUILD OF EVANGELION（仮題）』の制作が発表された。この時点では前編・中編・後編・完結編の全4部作の物語で、前編は2007年初夏、中編は2008年陽春、後編と完結編は同時上映で2008年初夏に公開予定とされた。
新劇場版は、前回のテレビシリーズおよび劇場版を「旧世紀版」と呼称したいという庵野の意向を受けて製作されるもので、旧世紀版では明かされなかった「新たな真実」が描かれる、とされた。
プロデューサーの大月俊倫によれば、時間軸はテレビシリーズと同一であるが、前編から後編までは旧作のフィルム映像を一切使用せず、現存する原画から新たに撮り直し、それに新画像を大幅に付け加えた作品になり、新設定や新キャラクターも登場するとされた。なお、タイトルから「新世紀」の文字が消えたのは、すでに21世紀（つまり「新世紀」）になってしまったからという理由であった。
スタッフは、庵野秀明が総監督、摩砂雪と鶴巻和哉が監督を務め、新たに興された庵野の個人アニメスタジオ「カラー」による制作のもと、脚本は前編を庵野、新作画部分の絵コンテは前編を樋口真嗣と京田知己、中編を佐藤順一がそれぞれ担当し、前編の総作画監督は鈴木俊二、作画監督は松原秀典が担当すると発表された。

### 所信表明
2007年2月17日、全国50か所の映画館において、庵野による「我々は再び、何を作ろうとしているのか？」と題した「所信表明」を書き記したポスターの掲示とともに特報映像（文字情報のみ）の上映が開始された。前編は2007年9月1日に公開するほか、中編の公開時期を2008年陽春から2008年、後編と完結編は2008年初夏から公開日未定と改められた。同日Yahoo!では作品特設サイトが開設され、この文章と新劇場版オリジナル映像を公開した。
なお、発表された庵野による所信表明文のタイトル「我々は再び、何を作ろうとしているのか？」は1995年7月にテレビシリーズ『新世紀エヴァンゲリオン』が放送される前に庵野自身が発表した所信表明文「我々は何を作ろうとしているのか？」（貞本義行による漫画版第1巻に収録）に対するものである。

### 年譜
以下に、その後の最終作に至るまでの大まかな出来事の略歴を記す。放送履歴に関してはテレビ放送を参照。
2007年
- 4月11日、前編のタイトルが『ヱヴァンゲリヲン新劇場版:序』と発表された。
- 4月28日、『序』の前売り券第一弾が販売開始された。また、前売り券発売と同時期に配布・掲載が開始されたチラシやポスターで中編・後編・完結編の各タイトルが発表され、それぞれ『ヱヴァンゲリヲン新劇場版:破』『ヱヴァンゲリヲン新劇場版:急』『ヱヴァンゲリヲン新劇場版:?』と発表された。
- 9月1日、第1作『ヱヴァンゲリヲン新劇場版:序』（1.0）が公開。

2008年
- 4月25日、『序』（1.01）特装版DVDが発売。
- 5月21日、『序』（1.01）通常版DVDが発売。
- 10月6日、『破』の公開時期が再度変更され、2009年初夏となることが公式サイトで発表された。

2009年
- 5月27日、『序』（1.11）BD・DVDが発売。
- 6月27日、第2作『ヱヴァンゲリヲン新劇場版:破』（2.0）が公開。次回予告で後編のタイトルが『急』から『Q』へと変更された。

2010年
- 5月26日、『破』（2.22）BD・DVDが発売。

2012年
- 7月1日、21時から新宿バルト9のビル壁面で『EVA-EXTRA 08』が上映され、『Q』が2012年11月17日公開と発表された。
- 11月17日、第3作『ヱヴァンゲリヲン新劇場版:Q』（3.0）が公開。次回予告で完結編のタイトル『シン・エヴァンゲリオン劇場版𝄇』が発表された。
- 12月31日、44の劇場にて、ヱヴァストア『あんた、バカぁ？』イベント衛星中継および『序』（1.11）『破』（2.22）『Q』の一挙上映が開催された。

2013年
- 4月24日、『Q』（3.33）BD・DVDが発売。

2014年
- 9月5日、金曜ロードSHOW!にて放映された『Q TV版』（3.03'）の本編終了後、「NEXT EVANGELION:3.0+1.0」と表記され、『シン・エヴァ』公式ページの英題が「FINAL」から「3.0+1.0」に変更された。
- 10月23日 - 31日、第27回東京国際映画祭の「庵野秀明の世界」にて『序』（1.11）『破』（2.22）『Q』（3.33）が上映。

2015年
- 4月1日、株式会社カラー公式サイトほかにて、「『シン・エヴァンゲリオン劇場版』およびゴジラ新作映画に関する庵野秀明のコメント」と題し、『シン・エヴァ』の製作状況が庵野の記名で簡単に述べられた。

2016年
- 7月19日、『シン・ゴジラ』完成報告会見に出席した庵野が『シン・エヴァ』の遅れを謝罪した（この時点でも公開時期は公表されず）。
- 9月15日、『シン・ゴジラ』発声可能上映会に出席した庵野は「頑張っていますよ」と返答した。

2017年
- 7月29日、エヴァ公式サイトTOPほかにて、『シン・エヴァ』イメージボードイラストが掲載。「鋭意制作中」との状況説明と共に、タグライン的なテキストが添えられた。

2018年
- 7月20日、映画館の上映前の予告映像として『シン・エヴァ』の特報が公開。『2020年公開』と、具体的な時期が公表された。

2019年
- 1月14日、AbemaTVにて、『序』『破』を配信。
- 1月31日、ニコニコ生放送にて、『序』『破』を配信。
- 7月1日、スマートフォン向け公式アプリケーション版『EVA-EXTRA』配信開始。
- 7月6日、「0706作戦」と称して、『シン・エヴァ』の序盤10分40秒00コマを世界各地で同時上映。
- 7月11日、アプリ『EVA-EXTRA』にて、『Q』を期間限定で公式初オンデマンド配信開始（本編映像のみ期間限定）。
- 7月19日、公開する月を（2020年）6月と公式発表。一部劇場において上映前に『シン・エヴァ』特報第2弾公開。
- 12月27日、『シン・エヴァ』の公開日が2020年6月27日に決定したことが発表された。

2020年
- 4月17日、新型コロナウイルス感染症の流行のため、『シン・エヴァ』の公開延期を発表。
- 4月20日、『シン・エヴァ』公開延期のお詫びとして、カラー公式Youtubeチャンネルにて『序』（1.11）『破』（2.22）『Q』（3.33）を無料公開。
- 10月16日、『シン・エヴァ』の新たな公開日が2021年1月23日に決定したことが発表された。
- 12月4日 - 24日、期間限定で『序 4D版』（MX4D/4DX）公開および通常版再上映。
- 12月11日 - 24日、期間限定で『破 4D版』（MX4D/4DX）公開および通常版再上映。
- 12月18日 - 24日、期間限定で『Q 4D版』（MX4D/4DX）公開および通常版再上映。

2021年
- 1月9日 - 22日、期間限定で『Q IMAX版』（3.333）公開。
- 1月14日、新型コロナウイルス感染症の流行のため、『シン・エヴァ』の公開再延期を発表。
- 2月26日、『シン・エヴァ』の新たな公開日が2021年3月8日に決定したことが発表された。
- 3月5日 - 7日、「新劇場版」シリーズの見放題配信を行っていたAmazon Prime Videoの公式YouTubeチャンネルとTwitterにて、シリーズ同時視聴イベント「『ヱヴァンゲリヲン新劇場版』同時視聴作戦」が開催。第1夜は『序』、第2夜は『破』、第3夜は『Q』と「これまでのヱヴァンゲリヲン新劇場版+シン・エヴァンゲリオン劇場版 冒頭12分10秒10コマ」を配信。
- 3月8日、第4作『シン・エヴァンゲリオン劇場版𝄇』（3.0+1.0）が公開。
- 6月12日、『シン・エヴァンゲリオン劇場版𝄇』（3.0+1.01）が公開。
- 8月25日、『Q』（3.333）BD・UHD BDが発売。

2023年
- 3月8日、『シン・エヴァ』（3.0+1.11）BD・UHD BD・DVDが発売。

## 受賞歴
- 日本アカデミー賞
  - 第31回 優秀アニメーション作品賞：『ヱヴァンゲリヲン新劇場版:序』[36]
  - 第33回 優秀アニメーション作品賞：『ヱヴァンゲリヲン新劇場版:破』[37]
  - 第36回 優秀アニメーション作品賞：『ヱヴァンゲリヲン新劇場版:Q』[38]
  - 第45回 最優秀アニメーション作品賞・話題賞作品部門： 『シン・エヴァンゲリオン劇場版𝄇』[39]
- アニメーション神戸
  - 第13回 神戸賞 作品賞・劇場部門：『ヱヴァンゲリヲン新劇場版:序』
- デジタルコンテンツグランプリ
  - 第22回 DCAj会長賞： 『ヱヴァンゲリヲン新劇場版:序』[40]
- ゴールデングロス賞
  - 第25回 話題賞：『ヱヴァンゲリヲン新劇場版:序』
  - 第27回 優秀銀賞：『ヱヴァンゲリヲン新劇場版:破』
  - 第39回 最優秀・金賞：『シン・エヴァンゲリオン劇場版』
- 東京アニメアワード
  - 2008年 アニメーション オブ ザ イヤー：『ヱヴァンゲリヲン新劇場版:序』
  - 2008年 個人部門・監督賞：庵野秀明『ヱヴァンゲリヲン新劇場版:序』
  - 2010年 個人部門・音楽賞：鷺巣詩郎『ヱヴァンゲリヲン新劇場版:破』
  - 2021年 アニメーション オブ ザ イヤー：『シン・エヴァンゲリオン劇場版』
  - 2021年 個人賞・原作・脚本部門、監督・演出部門：庵野秀明『シン・エヴァンゲリオン劇場版』
- リヨン・アジア映画祭
  - 第15回 アニメ部門第1位：『ヱヴァンゲリヲン新劇場版:破』
- BDA Disc Title Award
  - 2010 大賞：『ヱヴァンゲリヲン新劇場版:破』
- DEG ジャパン・アワード ブルーレイ大賞
  - ユーザー特別賞：『ヱヴァンゲリヲン新劇場版:破』
- 文化庁メディア芸術祭アニメーション部門
  - 第17回 優秀賞：『ヱヴァンゲリヲン新劇場版:Q』
- 第53回星雲賞
  - 自由部門：『ヱヴァンゲリヲン新劇場版シリーズの完結』 受賞対象者：庵野秀明

## 製作体制

### 資本調達
製作委員会方式を取らず、興行形態としては自主製作、いわゆるインディーズ映画となる。庵野秀明自身が原作・総監督・脚本・音響監督の他に出資も行うことで、原作者が権利も保持する側面を強め、自身がテレビ版で普及の要因を担った製作委員会方式とは異なる方式に立ち返る意図も示している。

### テレビ局の関与
新劇場版では日本テレビが地上波放映、その他宣伝協力などで関わっている。

### メインスタッフ
|                               | 序 | 破 | Q                                                                 | シン                                                                                              |
| ----------------------------- | --- | --- | ----------------------------------------------------------------- | ------------------------------------------------------------------------------------------------- |
| 原作・脚本・ 総監督           | 庵野秀明                                                                                               | 庵野秀明 | 庵野秀明                                                          | 庵野秀明                                                                                          |
| 監督                          | 摩砂雪 鶴巻和哉                                                                                        | 摩砂雪 鶴巻和哉                                                                                                 | 摩砂雪 前田真宏 鶴巻和哉                                          | 鶴巻和哉 中山勝一 前田真宏                                                                        |
| キャラクター デザイン         | 貞本義行（主キャラクターデザイン）                                                                     | 貞本義行（主キャラクターデザイン）                                                                              | 貞本義行（主キャラクターデザイン）                                | 貞本義行・本田雄（キャラクターデザイン原案） 錦織敦史、コヤマシゲト 井関修一、安野モヨコ 新井浩一 |
| 主メカニック デザイン         | 山下いくと                                                                                             | 山下いくと | 山下いくと                                                        | 山下いくと                                                                                        |
| 画コンテ                      | 樋口真嗣・京田知己（新作） 鶴巻和哉 庵野秀明                                                           | 鶴巻和哉、樋口真嗣 橘正紀、佐藤順一 山本沙代、増井壮一 錦織敦史、合田浩章 小松田大全、中山勝一 摩砂雪、庵野秀明 | 鶴巻和哉、樋口真嗣 摩砂雪、前田真宏 小松田大全、轟木一騎 庵野秀明 | 鶴巻和哉 前田真宏 庵野秀明                                                                        |
| 作画監督                      | 鈴木俊二（総作画監督） 松原秀典、黄瀬和哉 奥田淳、もりやまゆうじ 貞本義行 本田雄（メカニック作画監督） | 鈴木俊二、本田雄 松原秀典、奥田淳                                                                               | 本田雄（総作画監督） 林明美 井上俊之                              | 錦織敦史（総作画監督） 井関修一、金世俊 浅野直之、田中将賀 新井浩一                               |
| 特技監督                      | 増尾昭一                                                                                               | 増尾昭一 | 増尾昭一                                                          | 山田豊徳 増尾昭一（名誉特技監督）                                                                 |
| 副監督                        | - | 中山勝一 小松田大全                                                                                             | 中山勝一 小松田大全                                               | 谷田部透湖 小松田大全                                                                             |
| 演出                          | 原口浩                                                                                                 | 鈴木清崇（デジタル演出）                                                                                        | 鈴木清崇（総演出）                                                |                                                                                                   |
| 色彩設定                      | 菊地和子                                                                                               | 菊地和子 | 菊地和子                                                          | 菊地和子                                                                                          |
| 美術監督                      | 加藤浩 串田達也                                                                                        | 加藤浩 串田達也                                                                                                 | 加藤浩                                                            | 串田達也                                                                                          |
| CGI監督                       | 鬼塚大輔 小林浩康                                                                                      | 鬼塚大輔 小林浩康                                                                                               | 鬼塚大輔 小林浩康                                                 | 鬼塚大輔                                                                                          |
| 撮影監督                      | 福士享                                                                                                 | 福士享 | 福士享                                                            | 福士享                                                                                            |
| 編集                          | 奥田浩史                                                                                               | 奥田浩史 | 李英美                                                            | 辻田恵美                                                                                          |
| テーマソング                  | 宇多田ヒカル（EMIミュージック・ジャパン）                                                              | 宇多田ヒカル（EMIミュージック・ジャパン）                                                                       | 宇多田ヒカル（EMIミュージック・ジャパン）                         | 宇多田ヒカル（ソニー・ミュージックレーベルズ）                                                    |
| テーマソング                  | 「Beautiful World」                                                                                    | 「Beautiful World -PLANiTb Acoustica Mix-」                                                                     | 「桜流し」                                                        | 「One Last Kiss」 「Beautiful World (Da Capo Version)」                                           |
| 音楽                          | 鷺巣詩郎                                                                                               | 鷺巣詩郎 | 鷺巣詩郎                                                          | 鷺巣詩郎                                                                                          |
| アニメーション 制作           | スタジオカラー                                                                                         | スタジオカラー                                                                                                  | スタジオカラー                                                    | スタジオカラー                                                                                    |
| 配給                          | クロックワークス カラー                                                                                | クロックワークス カラー                                                                                         | ティ・ジョイ カラー                                               | 東宝 東映 カラー                                                                                  |
| 製作                          | 株式会社カラー                                                                                         | 株式会社カラー                                                                                                  | 株式会社カラー                                                    | 株式会社カラー                                                                                    |
| エグゼクティブ プロデューサー | 大月俊倫                                                                                               | 大月俊倫 庵野秀明                                                                                               | 大月俊倫 庵野秀明                                                 | 庵野秀明 緒方智幸                                                                                 |

## 作品設定

### 登場人物
| 名前                         | 登場作 | 登場作 | 登場作 | 登場作 | 声の出演   | 備考                                                                                |
| 名前                         | 序     | 破     | Q      | シン   | 声の出演   | 備考                                                                                |
| ---------------------------- | ------ | ------ | ------ | ------ | ---------- | ----------------------------------------------------------------------------------- |
| 碇シンジ                     | ○      | ○      | ○      | ○      | 緒方恵美   | 本作品の主人公。エヴァのパイロット、第3の少年。                                     |
| 綾波レイ                     | ○      | ○      |        | ○      | 林原めぐみ | エヴァのパイロット、第1の少女。                                                     |
| アヤナミレイ（仮称）         |        |        | ○      | ○      | 林原めぐみ | エヴァのパイロット。アヤナミシリーズの初期ロット。                                  |
| 式波・アスカ・ラングレー     |        | ○      | ○      | ○      | 宮村優子   | エヴァのパイロット、第2の少女。                                                     |
| 真希波・マリ・イラストリアス |        | ○      | ○      | ○      | 坂本真綾   | エヴァのパイロット。新劇場版での新キャラクター。                                    |
| 渚カヲル                     | ○      | ○      | ○      | △      | 石田彰     | エヴァのパイロット、ゼーレの少年。第1の使徒、アダムスの生き残り。                   |
| 葛城ミサト                   | ○      | ○      | ○      | ○      | 三石琴乃   | ネルフ戦術作戦部作戦局第一課長。のちヴィレのAAAヴンダー艦長。                       |
| 赤木リツコ                   | ○      | ○      | ○      | ○      | 山口由里子 | ネルフ技術開発部所属、E計画担当。のちヴィレのAAAヴンダー副長。                      |
| 加持リョウジ                 |        | ○      |        | ○      | 山寺宏一   | ネルフ主席監察官。                                                                  |
| 碇ゲンドウ                   | ○      | ○      | ○      | ○      | 立木文彦   | ネルフ最高司令官。シンジの父。                                                      |
| 冬月コウゾウ                 | ○      | ○      | ○      | ○      | 清川元夢   | ネルフ副司令。                                                                      |
| 日向マコト                   | ○      | ○      | ○      | ○      | 優希比呂   | ネルフ本部のオペレーター。のちヴィレのAAAヴンダーのオペレーター。                   |
| 伊吹マヤ                     | ○      | ○      | ○      | ○      | 長沢美樹   | ネルフ本部のオペレーター。のちヴィレのAAAヴンダーの整備長。                         |
| 青葉シゲル                   | ○      | ○      | ○      | ○      | 子安武人   | ネルフ本部のオペレーター。のちヴィレのAAAヴンダーのオペレーター。                   |
| 鈴原トウジ                   | ○      | ○      |        | ○      | 関智一     | シンジらのクラスメイト。                                                            |
| 相田ケンスケ                 | ○      | ○      |        | ○      | 岩永哲哉   | シンジらのクラスメイト。                                                            |
| 洞木ヒカリ                   | ○      | ○      |        | ○      | 岩男潤子   | シンジらのクラスメイト。                                                            |
| 鈴原サクラ                   |        | △      | ○      | ○      | 沢城みゆき | AAAヴンダーに搭乗するシンジの管理担当医官。トウジの妹。新劇場版での新キャラクター。 |
| 高雄コウジ                   |        |        | ○      | ○      | 大塚明夫   | AAAヴンダーのオペレータ。新劇場版での新キャラクター。                               |
| 長良スミレ                   |        |        | ○      | ○      | 大原さやか | AAAヴンダーのオペレータ。新劇場版での新キャラクター。                               |
| 多摩ヒデキ                   |        |        | ○      | ○      | 勝杏里     | AAAヴンダーのオペレータ。新劇場版での新キャラクター。                               |
| 北上ミドリ                   |        |        | ○      | ○      | 伊瀬茉莉也 | AAAヴンダーのオペレータ。新劇場版での新キャラクター。                               |
| ペンペン                     | ○      | ○      |        | △      | 林原めぐみ | ミサトのペットの温泉ペンギン。                                                      |

### エヴァンゲリオン
「使徒」に対抗すべく建造された巨大な人型兵器。パイロットは円筒形のコックピット「エントリープラグ」に乗り、主に神経接続によって機体を操縦する。使徒と同じくA.T.フィールドを持ち、使徒のそれを中和・侵食・破壊することができる。
| 機体名    | 正式名称 | 登場作 | 登場作 | 登場作 | 登場作 | 機体色                  | パイロット                                            |
| 機体名    | 正式名称 | 序     | 破     | Q      | シン   | 機体色                  | パイロット                                            |
| --------- | --- | ------ | ------ | ------ | ------ | ----------------------- | ----------------------------------------------------- |
| 零号機    | 汎用ヒト型決戦兵器 人造人間エヴァンゲリオン 試作零号機（『破』では零号機（改））                                   | ○      | ○      |        | ○      | 山吹色                  | 綾波レイ                                              |
| 初号機    | 汎用ヒト型決戦兵器 人造人間エヴァンゲリオン 試験初号機                                                             | ○      | ○      | ○      | ○      | 紫色                    | 碇シンジ                                              |
| 2号機     | 汎用ヒト型決戦兵器 人造人間エヴァンゲリオン 正規実用型2号機（先行量産機）（『Q』では改2号機、『シン』では新2号機） |        | ○      | ○      | ○      | 赤色                    | 式波・アスカ・ラングレー 真希波・マリ・イラストリアス |
| 3号機     | 汎用ヒト型決戦兵器 人造人間エヴァンゲリオン 正規実用型3号機                                                        |        | ○      |        | ○      | 黒色                    | 式波・アスカ・ラングレー                              |
| 4号機     | 汎用ヒト型決戦兵器 人造人間エヴァンゲリオン 次世代試験4号機                                                        |        | △      |        |        | 不明                    | 不明                                                  |
| Mark.04   | EVANGELION Mark.04A/04B/04C                                                                                        |        |        | ○      | ○      | 黒色                    | なし                                                  |
| Mark.44   | EVANGELION Mark.44A/44B/4444C                                                                                      |        |        |        | ○      | 水色(44A) 緑色(44B/44C) | なし                                                  |
| 仮設5号機 | 封印監視特化型限定兵器 人造人間エヴァンゲリオン 局地仕様仮設5号機                                                  |        | ○      |        | ○      | 緑色                    | 真希波・マリ・イラストリアス                          |
| Mark.06   | EVANGELION Mark.06                                                                                                 |        | ○      | ○      | ○      | 紺色                    | 渚カヲル                                              |
| Mark.07   | EVANGELION Mark.07                                                                                                 |        |        |        | ○      | 白色                    | 不明                                                  |
| 8号機     | 汎用ヒト型決戦兵器 人造人間エヴァンゲリオン 正規実用型（ヴィレカスタム）8号機（『シン』では改8号機）               |        |        | ○      | ○      | ピンク                  | 真希波・マリ・イラストリアス                          |
| Mark.09   | EVANGELION Mark.09                                                                                                 |        |        | ○      |        | 山吹色                  | アヤナミレイ（仮称）                                  |
| Mark.09-A | EVANGELION Mark.09-A                                                                                               |        |        |        | ○      | 山吹色                  | アドバンスド・アヤナミシリーズ                        |
| Mark.10   | EVANGELION Mark.10                                                                                                 |        |        |        | ○      | 赤色                    | アドバンスド・アヤナミシリーズ                        |
| Mark.11   | EVANGELION Mark.11                                                                                                 |        |        |        | ○      | 青色                    | アドバンスド・アヤナミシリーズ                        |
| Mark.12   | EVANGELION Mark.12                                                                                                 |        |        |        | ○      | 白色                    | アドバンスド・アヤナミシリーズ                        |
| 第13号機  | エヴァンゲリオン第13号機                                                                                           |        |        | ○      | ○      | 紫色                    | 碇シンジと渚カヲル（複座式、Q） 碇ゲンドウ（シン）    |

### 使徒
「第3新東京市」に来襲する謎の敵。形状や能力はそれぞれ異なるが、「コア」と呼ばれる部位があり（通常は赤色の球体）、それを破壊されると活動を停止。新劇場版では、その際に全身が血のような液体に変化する（形象崩壊）。A.T.フィールドを持ち、エヴァンゲリオン以外の通常兵器はほとんど意味をなさない。なお、新劇場版における「第11の使徒」については、その存在が明らかとなっていない。また、新劇場版では使徒の名前が明らかになっていない。
| 名前              | 登場作 | 登場作 | 登場作 | 登場作 | 備考                                                                                  |
| 名前              | 序     | 破     | Q      | シン   | 備考                                                                                  |
| ----------------- | ------ | ------ | ------ | ------ | ------------------------------------------------------------------------------------- |
| 第1の使徒         | ○      | ○      | ○      | ○      | 渚カヲル。そのほか「アダムスの生き残り」「アダムスの器」といった語句がある。          |
| 第2の使徒・リリス | ○      | ○      | ○      |        | テレビ版・旧劇場版における第2使徒「リリス」。                                         |
| 第3の使徒         |        | ○      |        |        | 永久凍土から発見され、封印されていた。                                                |
| 第4の使徒         | ○      |        |        |        | テレビ版における第3使徒「サキエル」。                                                 |
| 第5の使徒         | ○      |        |        |        | テレビ版における第4使徒「シャムシエル」。                                             |
| 第6の使徒         | ○      |        |        |        | テレビ版における第5使徒「ラミエル」。                                                 |
| 第7の使徒         |        | ○      |        |        | ストーリー上はテレビ版における第6使徒「ガギエル」にあたる、新劇場版オリジナルの使徒。 |
| 第8の使徒         |        | ○      |        |        | テレビ版における第10使徒「サハクィエル」。                                            |
| 第9の使徒         |        | ○      |        | △      | テレビ版における第13使徒「バルディエル」。                                            |
| 第10の使徒        |        | ○      |        |        | テレビ版における第14使徒「ゼルエル」。                                                |
| 第12の使徒        |        |        | ○      |        | マリによると「最後の使徒」。                                                          |
| 第13の使徒        |        |        | ○      |        | 第1使徒である渚カヲルが、碇ゲンドウの策略により13番目に「堕とされた」もの。           |

## テレビ放送
2009年
- 7月3日、日本テレビ系『金曜ロードショー』にて『序 TV版』（1.01'）が放映。

2011年
- 8月26日、日本テレビ系『金曜ロードショー』にて『破 TV版』（2.02'）が放映。

2012年
- 11月9日、日本テレビ系『金曜ロードSHOW!』にて『序 TV版』（1.01''）が放映。
- 11月16日、日本テレビ系『金曜ロードSHOW!』にて『破 TV版』（2.02''）および『Q 冒頭6分38秒 TV版』が放映。

2014年
- 8月22日、日本テレビ系『金曜ロードSHOW!』にて『序 TV版』（1.01''）が放映。
- 8月29日、日本テレビ系『金曜ロードSHOW!』にて『破 TV版』（2.02'）が放映。
- 9月5日、日本テレビ系『金曜ロードSHOW!』にて『Q TV版』（3.03'）が放映。

2020年
- 4月18日、NHK BS4Kにて『序』（1.11）が放映。
- 4月25日、NHK BS4Kにて『破』（2.22）が放映。
- 5月2日、NHK BS4Kにて『Q』（3.33）が放映。
- 5月9日、NHK BSプレミアムにて『序』（1.11）が放映。
- 5月23日、NHK BSプレミアムにて『破』（2.22）が放映。
- 5月30日、NHK BSプレミアムにて『Q』（3.33）が放映。
- 8月26日、NHK総合にて『序』（1.11）が放映。
- 8月27日、NHK総合にて『破』（2.22）が放映。
- 8月28日、NHK総合にて『Q』（3.33）が放映。
- 9月12日、NHK BS4Kにて『序』（1.11）が放映。
- 9月19日、NHK BS4Kにて『破』（2.22）が放映。
- 9月26日、NHK BS4Kにて『Q』（3.33）が放映。

2021年
- 1月15日、日本テレビ系『金曜ロードSHOW!』にて『序 TV版』（1.01''）が放映。
- 1月22日、日本テレビ系『金曜ロードSHOW!』にて『破 TV版』（2.02'''）が放映。
- 1月29日、日本テレビ系『金曜ロードSHOW!』にて『Q TV版』（3.03''）が放映。

## 客演

### ゲーム
※すべてテレビゲームソフト。ここでいう「登場」とは、本作品に登場するキャラクターならびにロボットおよびゲームシナリオに組み込まれた幾つかのストーリーエッセンスの総称を指す。
スーパーロボット大戦シリーズ
ロボット作品のクロスオーバーゲーム。
『スーパーロボット大戦L』
『ヱヴァンゲリヲン新劇場版』名義で登場。設定的には『破』までの展開を踏まえたもの。
『スーパーロボット大戦モバイル』
この作品よりクレジットが『〜:序』・『〜:破』のように別表記で登場。
『スーパーロボット大戦Card Chronicle』
『序』・『破』が登場。
『第3次スーパーロボット大戦Z 時獄篇/天獄篇』
前後編の二編構成。前編『時獄篇』では『序』・『破』が登場。後編『天獄篇』では『序』・『破』の展開を踏まえて『Q』が初登場する。
『スーパーロボット大戦X-Ω』
配信時から『序』・『破』が登場し、後に『Q』が追加登場する。また、『エヴァンゲリオン ANIMA』の機体が登場しており、パイロットは新劇場版のキャラクターとなっている。
2016年8月の期間限定で『ゴジラ対エヴァンゲリオン』が登場し、ゴジラシリーズとのコラボ機体である3式機龍乙型が登場した。
『スーパーロボット大戦V』
『序』・『破』・『Q』が登場。
『スーパーロボット大戦DD』
『序』・『破』が登場。

『巨影都市』
『新劇場版』設定のEVA（初号機、零号機、弐号機）と使徒（第4の使徒、第5の使徒、第8の使徒）が「巨影」の一種として登場する。
『Tower of Fantasy（幻塔）』
期間限定イベントでアスカとレイがプレイアブルとして参戦し、EVA（初号機、零号機、弐号機）と使徒（第4の使徒、第6の使徒、第10の使徒）が登場する。

## エヴァンゲリオンレーシング

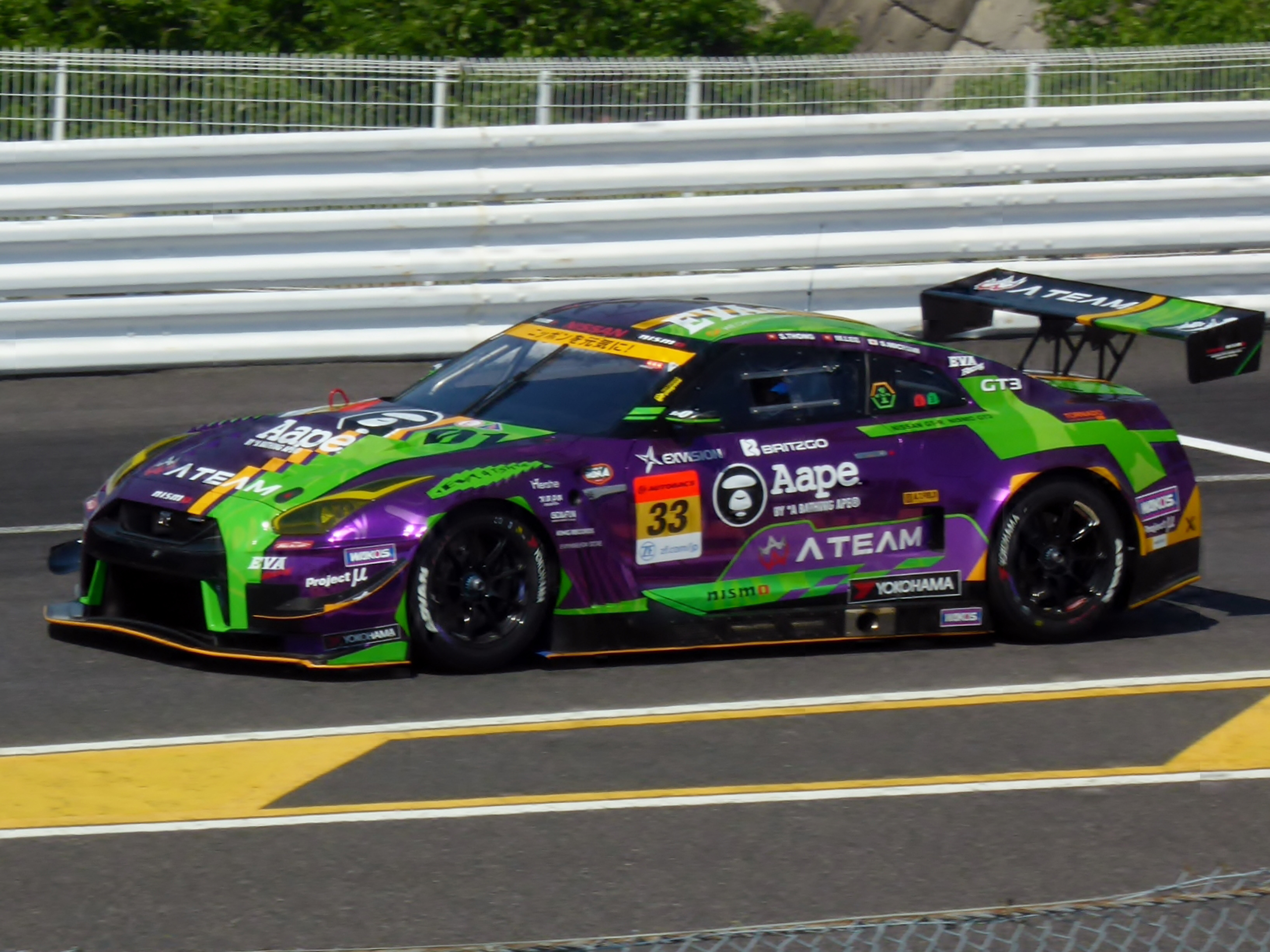
エヴァンゲリオンレーシングの車体（2019年）

モータースポーツのイベント企画会社ラナ エンタテインメントは、2010年からカラーと新劇場版シリーズのプロモーションでタイアップし、レーシングチーム・エヴァンゲリオンレーシングを結成し活動している。初号機をイメージしたマシンを使用し、4輪ではSUPER GT300クラス、2輪では鈴鹿8時間耐久ロードレースなどに出場した。チームのレースクイーンは5人のエヴァパイロットを演じている（男性キャラクターも含む）。

## RADIO EVA
RADIO EVA（ラヂオエヴァ）は、2007年より「ヱヴァンゲリヲン新劇場版公式プロジェクト」としてスタートした公式ファッションブランドである。「日常に溶け込むエヴァンゲリオン」をテーマとして、旧作からのファン層が年齢を重ねていることを考慮した大人向けのデザイン、初号機のカラーリングのみを抽出したデザイン、抽象化された綾波レイのデザインなど、従来のアニメグッズにはないセンスの商品を展開した。吉田カバン、Lee、シューズメーカーのK・SWISS、ZOZOTOWNなどとの共同プロジェクトを展開している。
ブランド創業時のクリエイティブディレクターは、企画会社プラグインクの武藤祥生が務めた。武藤はスネークマンショーなどを手掛けたプロデューサー・桑原茂一の会社クラブキング出身で、多数のクリエイターとの接点を持ち、それを展開に生かし、ブランドにおいては「エヴァンゲリオンをコミュニケーションツールとする実験」と企画書に記述し、好きなもの同士が交流できる場所づくりを目指している。武藤は、商品開発では新劇場版のコンセプトが「積極的な物語」になっていく方向性のため、ネガティブな表現は避けてほしいとの要望を受けたと語った。また、アニメと企業とのタイアップについては、2013年時点では珍しいことではなくなったが、創業時には見向きもされなかったと証言している。
2012年からは、展覧会「EVANGELION 100.0」を開催し、日本各地にて巡回展示を行った。
オンラインショップのほか、渋谷PARCOにて実店舗「RADIO EVA STORE」を運営している。

## 関連映像作品

### ゲスト出演
『新幹線変形ロボ シンカリオン』
- 第17話「西へ!!シンカリオンVS大阪名物!?」
- 第31話「発進!!シンカリオン 500 TYPE EVA」

『劇場版 新幹線変形ロボ シンカリオン 未来からきた神速のALFA-X』
『新幹線変形ロボ シンカリオンZ』
- 第21話「出撃、シンカリオンZ 500 TYPE EVA」

### 日本アニメ（ーター）見本市
『until You come to me.』
『evangelion:Another Impact（Confidential）』
『（Making of ）evangelion:Another Impact』
『新世紀いんぱくつ。』

### VRアクティビティ
『エヴァンゲリオンVR THE 魂の座』
2017年7月14日より『VR ZONE SHINJUKU』ほかバンダイナムコアミューズメント施設VR ZONE Portalで稼働のVRアクティビティ。2017年12月27日（水）より『エヴァンゲリオン VR The 魂の座:暴走』にバージョンアップ。

### 4-Dアトラクション
『エヴァンゲリオン・ザ・リアル 4-D』
2014年1月23日から5月10日（6月28日まで延長）まで上映の『ユニバーサル・スタジオ・ジャパン』の体感型シアター・ショー。
『エヴァンゲリオン・ザ・リアル 4-D:2.0』
2016年1月15日から6月26日まで上映。ラピッド・ボーラー装備エヴァンゲリオン4号機が登場する。
『エヴァンゲリオンXRライド』
2017年1月13日から2017年6月25日まで上映。2018年7月6日から2019年1月6日にも期間限定復活。
『ゴジラ対エヴァンゲリオン・ザ・リアル 4-D』
2019年5月31日から8月25日まで上映。

### プロジェクションアニメ
『エヴァンゲリオン 使徒、博多襲来』（Evangelion:Hakata Angel Attack Alternative）
2019年6月1日よりキャナルシティ博多キャナルアクアパノラマで3Dプロジェクションマッピング上映されたオリジナルアニメ映画。キャナルアクアパノラマ第10作。上映時間約10分。シン福岡市・ネルフ福岡支部を襲う使徒に対し、エヴァンゲリオン4体で迎撃するストーリー。2021年5月30日を以ってEVANGELION STORE HAKATAの閉店とともに終了。その後、EVANGELION STORE HAKATA期間限定オープンに合わせ2023年3月3日-4月2日まで再上映された。
スタッフ
- 総監督 - 小林浩康
- 監督 - 荒牧康治、千合洋輔
- 脚本・絵コンテ - 小松田大全
- 原画 - 井関修一
- 動画 - 松村佳子、稲田有華
- 拝啓 - 福留嘉一
- プリヴィズアーティスト - 持田寛太
- 音楽 - 鷺巣詩郎
- AR演出・整音 - 山田陽
- 録音 - 松下春香、鶴巻慶典
- 効果 - 野口透
- 制作 - スタジオカラー、プロジェクトスタジオQ

キャスト
- 緒方恵美
- 林原めぐみ
- 宮村優子
- 坂本真綾
- 三石琴乃
- 長沢美樹
- 小野塚貴志
- 新祐樹
- 広瀬さや
- 塙真奈美
- 大南悠
- 北原沙弥香

## DVD・Blu-ray
| 巻                                                                  | 発売日                                              | 規格品番                                                                                  | 収録内容                                 |
| ------------------------------------------------------------------- | --------------------------------------------------- | ----------------------------------------------------------------------------------------- | ---------------------------------------- |
| ヱヴァンゲリヲン新劇場版:序 EVANGELION:1.01 YOU ARE (NOT) ALONE.    | 2008年4月25日 (特装版DVD) 2008年5月21日 (通常版DVD) | KIBA-91526 (特装版DVD) KIBA-1526 (通常版DVD)                                              | ヱヴァンゲリヲン新劇場版:序（1.01）      |
| ヱヴァンゲリヲン新劇場版:序 EVANGELION:1.11 YOU ARE (NOT) ALONE.    | 2009年5月27日                                       | KIBA-1663 (DVD) KIXA-9 (BD)                                                               | ヱヴァンゲリヲン新劇場版:序（1.11）      |
| ヱヴァンゲリヲン新劇場版:破 EVANGELION:2.22 YOU CAN (NOT) ADVANCE.  | 2010年5月26日                                       | KIBA-1773 (DVD) KIXA-35 (BD)                                                              | ヱヴァンゲリヲン新劇場版:破（2.22）      |
| ヱヴァンゲリヲン新劇場版:Q EVANGELION:3.33 YOU CAN (NOT) REDO.      | 2013年4月24日                                       | KIBA-2015 (DVD) KIXA-290 (BD)                                                             | ヱヴァンゲリヲン新劇場版:Q（3.33）       |
| ヱヴァンゲリヲン新劇場版:Q EVANGELION:3.333 YOU CAN (NOT) REDO.     | 2021年8月25日                                       | KIZX-90497、90498 (期間限定版BD+UHD BD) KIXA-914 (通常版BD)                               | ヱヴァンゲリヲン新劇場版:Q（3.333）      |
| シン・エヴァンゲリオン劇場版 EVANGELION:3.0+1.11 THRICE UPON A TIME | 2023年3月8日                                        | KIZX-90548〜90550 (初回限定版BD+UHD BD) KIXA-952、953 (通常版BD) KIBA-2341、2 (通常版DVD) | シン・エヴァンゲリオン劇場版（3.0+1.11） |

「EVANGELION 30th Anniversary Movie Collection」については新世紀エヴァンゲリオンの作品一覧#Blu-rayを参照。